# Petikko
Petikko är en stadsdel i Vanda, i landskapet Nyland, med cirka 300 invånare (2023).
Bebyggelsen i Petikko är främst koncentrerad kring Ring III i stadsdelens södra del där det finns ett stort affärs- och industriområde. Det fanns 1 800 arbetsplatser i Petikko år 2001. 
Den största delen av Petikkos landskap är dock annorlunda och består av obebyggd lantbruksmark, antingen åkrar eller skogar. Trots att stadsdelen omfattar ett stort område bor det endast 300 personer där. Invånarantalet har vuxit sakteliga och speciellt barnfamiljer har flyttat till Petikko. De flesta bostadshus ligger i Björkbrinken vid Vichtisvägen. 
Det finns flera värdefulla naturområden i Petikko. De skyddade områdena, varav en del ingår i Natura 2000, är Bymossa lund, Gamla Soltorps område, Toivobrinken och Friskogens hassellund. 